# The Man in Black (romanzo)
The Man in Black (lett. in inglese "L'uomo in nero") è un romanzo western di Marvin H. Albert pubblicato per la prima volta nel 1965. È l'ultimo libro di una serie avente come protagonista il pistolero Clayburn; i titoli precedenti sono Clayburn (1961), Last Train to Bannock (1963) e Three Rode North (1964).
Inizialmente pubblicato con lo pseudonimo di Al Conroy (come gli altri titoli della saga), è stato poi ristampato nel 1989-1990 con il suo vero nome.

## Altri media
Su questo romanzo si è basato il film Due stelle nella polvere (Rough Night in Jericho) del 1967, la cui sceneggiatura è stata scritta dallo stesso Albert.